# Толибай
Толиба́й (каз. Толыбай) — село у складі Айтекебійського району Актюбінської області Казахстану. Входить до складу Актастинського сільського округу.
У радянські часи село називалось Амангельди.
Населення — 272 особи (2021; 471 у 2009, 560 у 1999, 966 у 1989).